# Puya fosteriana
Puya fosteriana är en gräsväxtart som beskrevs av Lyman Bradford Smith. Puya fosteriana ingår i släktet Puya och familjen Bromeliaceae. Inga underarter finns listade i Catalogue of Life.